# AaB sæson 2017-18
AaB sæson 2017-18 er AaB's 30. sæson i træk i den bedste danske fodboldrække, den 28. i træk i Superligaen, og den 132. som fodboldklub. Udover Superligaen, deltager klubben i DBU Pokalen. Det er den anden sæson med cheftræner Morten Wieghorst.

## Klub

### Førsteholdets trænerstab
| Jobbeskrivelse            | Navn                 |
| ------------------------- | -------------------- |
| Cheftræner                | Morten Wieghorst     |
| Assistenttræner           | Thomas Augustinussen |
| Assistenttræner           | Jacob Friis          |
| Udviklingschef            | Poul Erik Andreasen  |
| Målmandstræner            | Poul Buus            |
| Sportspsykolgisk rådgiver | Martin Langagergaard |
| Holdleder                 | Ernst Damborg        |
| Fysisk træner             | Ashley Tootle        |

Sidst opdateret: 6. juni 2017.
Kilde: 

### Klubadministration
| Jobbeskrivelse           | Navn           |
| ------------------------ | -------------- |
| Administrerende direktør | Stephan Schors |
| Sportsdirektør           | Allan Gaarde   |

Sidst opdateret: 6. juni 2017.
Kilde: 

## Spillere

### Førstehold
Oversigten er opdateret til og med 16. juli 2017
| Nr. | Land      | Position | Spiller                                   |
| --- | --------- | -------- | ----------------------------------------- |
| 1   | Danmark   | MM       | Nicolai Larsen (indtil 31. august 2017)   |
| 1   | Sverige   | MM       | Jacob Rinne (fra 17. august 2017)         |
| 2   | Danmark   | FO       | Patrick Kristensen                        |
| 3   | Danmark   | FO       | Jakob Ahlmann                             |
| 4   | Danmark   | FO       | Jakob Blåbjerg                            |
| 5   | Danmark   | FO       | Jores Okore                               |
| 6   | Danmark   | FO       | Kristoffer Pallesen                       |
| 8   | Danmark   | MI       | Rasmus Würtz (anfører)                    |
| 9   | Danmark   | AN       | Jannik Pohl                               |
| 10  | Peru      | MI       | Edison Flores                             |
| 11  | Slovakiet | AN       | Jakub Sylvestr (indtil 31. december 2017) |
| 14  | Slovakiet | AN       | Pavol Šafranko (fra 21. august 2017)      |
| 16  | Danmark   | MI       | Magnus Christensen                        |
| 17  | Danmark   | MI       | Kasper Kusk (fra 31. januar 2018)         |
| 18  | Danmark   | MI       | Rasmus Thellufsen                         |

| Nr. |             | Position | Spiller                                                        |
| --- | ----------- | -------- | -------------------------------------------------------------- |
| 19  | Danmark     | AN       | Marco Ramkilde                                                 |
| 20  | Østrig      | MI       | Marco Meilinger (indtil 12. januar 2018)                       |
| 21  | Danmark     | MI       | Kasper Risgård (viceanfører)                                   |
| 22  | USA         | MM       | Michael Lansing                                                |
| 23  | Slovakiet   | MI       | Filip Lesniak                                                  |
| 24  | Danmark     | FO       | Nikolaj Lyngø                                                  |
| 25  | Danmark     | MI       | Frederik Børsting                                              |
| 26  | Uganda      | MI       | Robert Kakeeto                                                 |
| 27  | Danmark     | MI       | Oliver Abildgaard                                              |
| 28  | Brasilien   | MI       | Yann Rolim (fra 31. juli 2017)                                 |
| 30  | Danmark     | AN       | Wessam Abou Ali (fra 6. februar 2018)                          |
| 31  | Danmark     | FO       | Mathias Andersen                                               |
| 32  | Danmark     | FO       | Kasper Pedersen                                                |
| 33  | Albanien    | FO       | Bardhec Bytyqi (indtil 31. januar 2018)                        |
| 40  | New Zealand | MM       | Tamati Williams (fra 31 August 2017, indtil 31. december 2017) |

### Transferer

#### Ind
| No. | Pos | Spiller             | Skiftet fra         | Type         | Dato            | Beløb             | Kilde       |
| --- | --- | ------------------- | ------------------- | ------------ | --------------- | ----------------- | ----------- |
| 22  | MM  | Michael Lansing     | Vejle BK            | Fri transfer |                 |                   |             |
| 19  | AN  | Marco Ramkilde      | Ungdomsafdeling     |              | 15. juni 2017   |                   | [ 2 ]       |
| 24  | FO  | Nikolaj Lyngø       | Ungdomsafdeling     |              | 15. juni 2017   |                   | [ 2 ]       |
| 6   | FO  | Kristoffer Pallesen | Viborg FF           | Transfer     | 3. juli 2017    | 2,5 millioner DKr | [ 3 ] [ 4 ] |
| 23  | MI  | Filip Lesniak       | Tottenham Hotspurs  | Fri transfer | 4. juli 2017    | Kontraktudløb     | [ 5 ]       |
| 5   | FO  | Jores Okore         | F.C. København      | Transfer     | 6. juli 2017    | 4,2 millioner Dkr | [ 6 ] [ 7 ] |
| 28  | MI  | Yann Rolim          | Barra Futebol Clube | Leje         | 31. juli 2017   |                   | [ 8 ]       |
| 40  | MÅ  | Jacob Rinne         | KAA Gent            | Transfer     | 17. august 2017 |                   | [ 9 ]       |
| 14  | AN  | Pavol Šafranko      | Dunajská Streda     | Transfer     | 20. august 2017 |                   | [ 10 ]      |
| 17  | MI  | Kasper Kusk         | F.C. København      | Transfer     | 31. januar 2018 |                   | [ 11 ]      |
| 30  | AN  | Wessam Abou Ali     | Ungdomsrækkerne     | Transfer     | 8. februar 2018 |                   | [ 12 ]      |

Sidst opdateret: 17. august 2017
Kilde: aabsport.dk

#### Ud
| No. | Pos | Spiller            | Skiftet til     | Type          | Dato          | Beløb | Kilde  |
| --- | --- | ------------------ | --------------- | ------------- | ------------- | ----- | ------ |
| 7   | MI  | Thomas Enevoldsen  | Fri transfer    | Kontraktudløb |               |       |        |
| —   | AN  | Nicklas Helenius   | Odense Boldklub | Fri transfer  |               |       |        |
| 24  | FO  | Morten Rokkedal    | Thisted FC      | Lejemål       | 14. juni 2017 |       | [ 13 ] |
| 29  | AN  | Sebastian Grønning | Hobro IK        | Transfer      | 6. juli 2017  | 0 Dkr | [ 14 ] |
|     | MM  | Nicolaj Jørgensen  | Hobro IK        | Transfer      | 6. juli 2017  | 0 Dkr | [ 15 ] |
| 14  | MI  | Casper Sloth       | Silkeborg IF    |               | 13. juli 2017 | 0 Dkr | [ 16 ] |

Sidst opdateret: 17. august 2017
Kilde: aabsport.dk

## Turneringer

### Superligaen

#### Grundspil
| Pos | Hold            | K  | V  | U  | T  | M+ | M- | MF  | P  | Kvalifikation eller nedrykning |
| --- | --------------- | -- | -- | -- | -- | -- | -- | --- | -- | ------------------------------ |
| 3   | FC Nordsjælland | 26 | 15 | 5  | 6  | 62 | 41 | +21 | 50 | Mesterskabsslutspil            |
| 4   | FC København    | 26 | 13 | 5  | 8  | 50 | 33 | +17 | 44 | Mesterskabsslutspil            |
| 5   | AaB             | 26 | 8  | 12 | 6  | 28 | 27 | +1  | 36 | Mesterskabsslutspil            |
| 6   | AC Horsens      | 26 | 7  | 14 | 5  | 32 | 34 | −2  | 35 | Mesterskabsslutspil            |
| 7   | Hobro           | 26 | 8  | 8  | 10 | 33 | 33 | 0   | 32 | Nedrykningsslutspil Gruppe A   |

#### Resultatoverblik
| Samlet | Samlet | Samlet | Samlet | Samlet | Samlet | Samlet | Samlet | Hjemme | Hjemme | Hjemme | Hjemme | Hjemme | Hjemme | Ude | Ude | Ude | Ude | Ude | Ude |
| K      | V      | U      | T      | MF     | MI     | MD     | P      | V      | U      | T      | MF     | MI     | MD     | V   | U   | T   | MF  | MI  | MD  |
| ------ | ------ | ------ | ------ | ------ | ------ | ------ | ------ | ------ | ------ | ------ | ------ | ------ | ------ | --- | --- | --- | --- | --- | --- |
| 19     | 6      | 8      | 5      | 18     | 21     | −3     | 26     | 3      | 3      | 3      | 9      | 11     | −2     | 3   | 5   | 2   | 9   | 10  | −1  |

Sidst opdateret: 2. januar 2018.

Kilde: Kampe

#### Resultater efter hver runder
| Runde    | 1 | 2 | 3 | 4 | 5 | 6 | 7 | 8 | 9 | 10 | 11 | 12 | 13 | 14 | 15 | 16 | 17 | 18 | 19 | 20 | 21 | 22 | 23 | 24 | 25 | 26 |
| -------- | - | - | - | - | - | - | - | - | - | -- | -- | -- | -- | -- | -- | -- | -- | -- | -- | -- | -- | -- | -- | -- | -- | -- |
| Stadion  | U | H | U | U |   |   |   |   | U | H  |    |    |    |    |    |    |    | U  |    |    | H  |    |    |    |    |    |
| Resultat | U | N | N | U |   |   |   |   |   |    |    |    |    |    |    |    |    |    |    |    |    |    |    |    |    |    |

Sidst opdateret: 3. august 2017.
Kilde: Superligaen 2017-18

Stadion: U = Udebane; H = Hjemmebane. 
Resultat: U = Uafgjort; N = Nederlag; V - Vundet; Ud = Udsat.

#### Kampe - Grundspil
AaB's kampe i grundspillet i sæsonen 2017-18.
      Sejr       Uafgjort       Nederlag
| 15. juli 2017 1 | FC København  | 1 – 1   | AaB            | Østerbro                                                                   |
| 16:00 CEST      | Santander 39' | Rapport | Blåbjerg 90+4' | Stadion: Telia Parken Tilskuere: 11.006 Dommer: Jørgen Daugbjerg Burchardt |

| 23. juli 2017 2 | AaB             | 1 – 4   | SønderjyskE                                                | Aalborg                                                              |
| 14:00 CEST      | Pohl 19' (str.) | Rapport | Zinckernagel 17' (str.) · Kløve 31' · Rømer 43' · Uhre 65' | Stadion: Aalborg Portland Park Tilskuere: 6.016 Dommer: Morten Krogh |

| 30. juli 2017 3 | FC Nordsjælland                         | 3 – 2   | AaB                             | Farum                                                                    |
| 16:00 CEST      | Jensen 36' · Asante 54' · Marcondes 73' | Rapport | Flores 25' · Tranberg 70' (sm.) | Stadion: Right to Dream Park Tilskuere: 2.309 Dommer: Peter Munch Larsen |

| 6. august 2017 4 | OB | 0 – 0   | AaB | Odense                                                       |
| 16:00 CEST       |    | Rapport |     | Stadion: EWII Park Tilskuere: 4.824 Dommer: Peter Kjærsgaard |

| 14. august 2017 5 | AaB         | 1 – 1   | Hobro IK      | Aalborg                                                                               |
| 19:00 CEST        | Risgård 22' | Rapport | Kirkevold 62' | Stadion: Aalborg Portland Park Tilskuere: 7.283 Dommer: Mads-Kristoffer Kristoffersen |

| 18. august 2017 6 | AC Horsens | 0 – 0   | AaB | Horsens                                                                 |
| 18:00 CEST        |            | Rapport |     | Stadion: Casa Arena Horsens Tilskuere: 3.129 Dommer: Peter Munch Larsen |

| 26. august 2017 7 | AaB | 0 – 0   | AGF | Aalborg                                                                  |
| 17:30 CEST        |     | Rapport |     | Stadion: Aalborg Portland Park Tilskuere: 5.718 Dommer: Peter Kjærsgaard |

| 11. september 2017 8 | AaB                            | 2 – 1   | Silkeborg IF   | Aalborg                                                                   |
| 19:00 CEST           | Blåbjerg 44' · Pohl 51' (str.) | Rapport | Gammelby 45+1' | Stadion: Aalborg Portland Park Tilskuere: 4.808 Dommer: Jens Grabski Maae |

| 17. september 2017 9 | Brøndby IF   | 0 – 0   | AaB | Brøndbyvester                                                       |
| 18:00 CEST           | Arajuuri 79' | Rapport |     | Stadion: Brøndby Stadion Tilskuere: 13.138 Dommer: Michael Johansen |

| 24. september 2017 10 | AaB                                            | 3 – 1   | Lyngby BK           | Aalborg                                                                            |
| 14:00 CEST            | Šafranko 22' · Ahlmann 30' · Christensen 90+2' | Rapport | George 90+6' (str.) | Stadion: Aalborg Portland Park Tilskuere: 5.280 Dommer: Jørgen Daugbjerg Burchardt |

| 1. oktober 2017 11 | FC Midtjylland                                            | 4 – 1   | AaB      | Herning                                                       |
| 14:00 CEST         | George 27' (str.) · Sørloth 42' · Novák 52' · Wikheim 84' | Rapport | Pohl 69' | Stadion: MCH Arena Tilskuere: 7.896 Dommer: Jens Grabski Maae |

| 15. oktober 2017 12 | AaB                     | 1 – 0   | FC Helsingør | Aalborg                                                                 |
| 14:00 CEST          | Pohl 28' · Šafranko 34' | Rapport |              | Stadion: Aalborg Portland Park Tilskuere: 6.972 Dommer: Dennis Mogensen |

| 23. oktober 2017 13 | Randers FC   | 1 – 1   | AaB          | Randers                                                                 |
| 19:00 CEST          | Marxen 90+5' | Rapport | Børsting 82' | Stadion: BioNutria Park Randers Tilskuere: 4.121 Dommer: Anders Poulsen |

| 29. oktober 2017 14 | AaB | 0 – 2   | OB                             | Aalborg                                                              |
| 18:00 CET           |     | Rapport | Edmundsson 45' · Festersen 65' | Stadion: Aalborg Portland Park Tilskuere: 6.137 Dommer: Sandi Putros |

| 5. november 2017 15 | Hobro IK | 0 – 1   | AaB         | Hobro                                                        |
| 18:00 CET           |          | Rapport | Børsting 4' | Stadion: DS Arena Tilskuere: 4.115 Dommer: Jens Grabski Maae |

| 20. november 2017 16 | AaB | 0 – 1   | FC Midtjylland | Aalborg                                                                  |
| 19:00 CET            |     | Rapport | Wikheim 88'    | Stadion: Aalborg Portland Park Tilskuere: 5.876 Dommer: Peter Kjærsgaard |

| 25. november 2017 17 | FC Helsingør | 0 – 1   | AaB          | Helsingør                                                            |
| 16:00 CET            |              | Rapport | Blåbjerg 28' | Stadion: Helsingør Stadion Tilskuere: 1.074 Dommer: Michael Johansen |

| 2. december 2017 18 | Lyngby BK | 1 – 2   | AaB                       | Kongens Lyngby                                                |
| 16:00 CET           | Ojo 89'   | Rapport | Pohl 39' · Thellufsen 41' | Stadion: Lyngby Stadion Tilskuere: 1.610 Dommer: Sandi Putros |

| 10. december 2017 19 | AaB        | 1 – 1   | FC København  | Aalborg                                                                            |
| 16:00 CET            | Lesniak 1' | Rapport | Santander 33' | Stadion: Aalborg Portland Park Tilskuere: 6.835 Dommer: Jørgen Daugbjerg Burchardt |

| 10. februar 2018 20 | Silkeborg IF                              | 3 – 2   | AaB                      | Silkeborg                                                    |
| 16:00 CET           | Skhirtladze 8' · Gammelby 79' · Rodić 85' | Rapport | Børsting 50' · Rolim 84' | Stadion: JYSK Park Tilskuere: 2.587 Dommer: Michael Johansen |

| 18. februar 2018 21 | AaB                  | 1 – 1   | Brøndby IF                   | Aalborg                                                              |
| 18:00 CET           | Okore 62' · Kusk 31' | Rapport | Röcker 50' · Hermannsson 30' | Stadion: Aalborg Portland Park Tilskuere: 6.711 Dommer: Sandi Putros |

| 25. februar 2018 22 | AaB             | 1 – 1   | FC Nordsjælland      | Aalborg                                                                           |
| 14:00 CET           | Pohl 56' (str.) | Rapport | Jensen 4' · Mini 85' | Stadion: Aalborg Portland Park Tilskuere: 4.358 Dommer: Benjamin Willaume-Jantzen |

| 1. marts 2018 23 | SønderjyskE | 0 – 1   | AaB                        | Haderslev                                                        |
| 18:00 CET        |             | Rapport | Okore 4' · Christensen 75' | Stadion: Sydbank Park Tilskuere: 1.515 Dommer: Jens Grabski Maae |

| 5. marts 2018 24 | AaB          | 1 – 1   | AC Horsens  | Aalborg                                                                    |
| 18:00 CET        | Pedersen 58' | Rapport | Borring 60' | Stadion: Aalborg Portland Park Tilskuere: 2.116 Dommer: Peter Munch Larsen |

| 11. marts 2018 25 | AaB                                           | 4 – 0   | Randers FC | Aalborg                                                                  |
| 14:00 CET         | Kusk 2' · Pedersen 17' · Rolim 67' · Pohl 82' | Rapport | Bager 72'  | Stadion: Aalborg Portland Park Tilskuere: 4.127 Dommer: Michael Johansen |

| 18. marts 2018 26 | AGF | 0 – 0   | AaB | Aarhus                                                         |
| 17:00 CET         |     | Rapport |     | Stadion: Ceres Park Tilskuere: 8.397 Dommer: Jens Grabski Maae |

#### Kampe - Mesterskabsspil
AaB's kampe i mestersskabsspillet i sæsonen 2017-18.
| 2. april 2018 27. runde | AaB                                    | 0 - 3   | Brøndby IF                                                        | Aalborg                                                                  |
| 18:00                   | Christensen 70' · Okore 90' · Pohl 90' | Rapport | 5' Arajuuri · 21' Larsson · 35' Wilczek · 41' Pukki · 90' Kliment | Stadion: Aalborg Portland Park Tilskuere: 7.595 Dommer: Michael Tykgaard |

| 6. april 2018 28 | FC Nordsjælland |  | AaB | Farum                        |
| 19:00 CEST       |                 |  |     | Stadion: Right to Dream Park |

| 15. april 2018 29 | AaB |  | AC Horsens | Aalborg                        |
| 14:00 CEST        |     |  |            | Stadion: Aalborg Portland Park |

| 18. april 2018 30 | F.C. København |  | AaB | Østerbro              |
| 20:00 CEST        |                |  |     | Stadion: Telia Parken |

| 22. april 2018 31 | AaB |  | FC Midtjylland | Aalborg                        |
| 16:00 CEST        |     |  |                | Stadion: Aalborg Portland Park |

| 29. april 2018 32 | FC Midtjylland |  | AaB | Herning            |
| 16:00 CEST        |                |  |     | Stadion: MCH Arena |

| 4. maj 2018 33 | AC Horsens |  | AaB | Horsens                     |
| 19:00 CEST     |            |  |     | Stadion: Casa Arena Horsens |

| 13. maj 2018 34 | AaB |  | F.C. København | Aalborg                        |
| 20:00 CEST      |     |  |                | Stadion: Aalborg Portland Park |

| 18. maj 2018 35 | AaB |  | FC Nordsjælland | Aalborg                        |
|                 |     |  |                 | Stadion: Aalborg Portland Park |

| 21. maj 2018 36 | Brøndby IF |  | AaB | Brøndbyvester            |
|                 |            |  |     | Stadion: Brøndby Stadion |

### DBU Pokalen
Sejr       Uafgjort       Nederlag
| 7. september 2017 Anden runde | Viborg FF | 1 – 5 (e.f.s.) | AaB                                                                                 | Viborg                                                                |
| 19:30 CEST                    | Kamper 7' | Report         | Rolim 90+3' · Pohl 97' · Børsting 98' · Šafranko 105' · Risgård 109' · Sylvestr 62' | Stadion: Energi Viborg Arena Tilskuere: 2.515 Dommer: Dennis Mogensen |

| 20. september 2017 Tredje runde | Middelfart Boldklub | 0 – 2  | AaB               | Middelfart                                                                      |
| 16:30 CEST                      |                     | Report | Børsting 27', 58' | Stadion: Middelfart Stadion Tilskuere: 1.121 Dommer: Jørgen Daugbjerg Burchardt |

| 6. december 2017 Fjerde runde | AaB |  | FC Helsingør | Aalborg                        |
| 18:00 CET                     |     |  |              | Stadion: Aalborg Portland Park |

### Træningskampe
Sejr       Uafgjort       Nederlag
| 24. juni 2017 | FC Midtjylland | 1 - 0   | AaB | Lemvig                 |
| 13:00         | Poulsen 52'    | Rapport |     | Stadion: Ramme Stadion |

| 27. juni 2017 | BK Häcken    | 1 - 2   | AaB                           | Göteborg               |
| 17:00         | 45' Farnerud | Rapport | Thellufsen 28' · Risgaard 38' | Stadion: Bravida Arena |

| 1. juli 2017 | AaB                                    | 3 - 2   | Vendsyssel FF            | Aalborg                  |
| 14:00        | 4' Pohl · 71' Ahlmann · 73' Thellufsen | Rapport | Opondo 8' · Granlund 57' | Stadion: Aalborg Stadion |

| 8. juli 2017 | Hansa Rostock        | 1-1 | AaB             | Rostock                |
| 15:00        | 7' Soufian Benyamina |     | 89' Jannik Pohl | Stadion: Ostseestadion |

## Statistik

### Topscorer
| Rnk | Pos | Nr. | Spiller        | Superligaen | DBU Pokalen | Total |
| --- | --- | --- | -------------- | ----------- | ----------- | ----- |
| 1   | FO  | 4   | Jakob Blåbjerg | 1           | 0           | 1     |

### Assist
| Rnk | Pos | Nr. | Spiller | Superligaen | DBU Pokalen | Total |
| --- | --- | --- | ------- | ----------- | ----------- | ----- |
| 1   |     |     |         |             |             |       |

### Kort
| Rnk | Pos | Nr. | Spiller            | Superligaen | Superligaen | DBU Pokalen | DBU Pokalen | Total     | Total     |
| Rnk | Pos | Nr. | Spiller            | Gult kort   | Rødt kort   | Gult kort   | Rødt kort   | Gult kort | Rødt kort |
| --- | --- | --- | ------------------ | ----------- | ----------- | ----------- | ----------- | --------- | --------- |
| 1   | MI  | 16  | Magnus Christensen | 1           | 0           | 0           | 0           | 1         | 0         |
| 1   | MI  | 21  | Kasper Risgård     | 1           | 0           | 0           | 0           | 1         | 0         |
| 1   | MI  | 6   | Rasmus Würtz       | 1           | 0           | 0           | 0           | 1         | 0         |